# Anke Zelgert
Anke Zelgert (ur. 4 czerwca 1962) – niemiecka lekkoatletka specjalizująca się w biegach sprinterskich. W czasie swojej kariery reprezentowała Republikę Federalną Niemiec.
Największy sukces na arenie międzynarodowej odniosła w 1979 r. w Bydgoszczy, zdobywając srebrny medal mistrzostw Europy juniorek w biegu sztafetowym 4 x 400 metrów.